# Elvis' Golden Records Vol.2
| Críticas profissionais                                                      | Críticas profissionais |
| Avaliações da crítica                                                       | Avaliações da crítica  |
| Fonte                                                                       | Avaliação              |
| --------------------------------------------------------------------------- | ---------------------- |
| AllMusic                                                                    | [ 1 ]                  |
| Esta tabela precisa de ser acompanhada por texto em prosa. Consulte o guia. |                        |

Elvis Golden Records Vol.2, também conhecido como 50,000,000 Elvis Fans Can't Be Wrong, é o segundo álbum da série "Golden Records" lançado por Elvis Presley na época em que ele estava no exército alemão.
O álbum reune grandes hits de Elvis no período de 1958 até 59. Na capa desse disco, Elvis aparece com a famosa roupa dourada, a "Gold Suit".

## Faixas
Todas as faixas de 1958, menos quando indicado.
| N.º | Título                            | Duração |  |
| 1.  | "I Need Your Love Tonight" (1959) | 2:06    |  |
| 2.  | "Don´t"                           | 2:49    |  |
| 3.  | "Wear My Ring Around Your Neck"   | 2:15    |  |
| 4.  | "My Wish Came True" (1959)        | 2:35    |  |
| 5.  | "I Got Stung"                     | 1:51    |  |
| 6.  | "One Night"                       | 2:31    |  |
| 7.  | "A Big Hunk O'Love" (1959)        | 2:15    |  |
| 8.  | "I Beg Of You"                    | 1:52    |  |
| 9.  | "A Fool Such As I" (1959)         | 2:38    |  |
| 10. | "Doncha Think It's Time"          | 1:57    |  |

## Tabelas musicais
- Estados Unidos - 31º - Billboard (1959)
- Inglaterra - 4º - NME (1960)